# Bule Naipi
Bule Naipi (Argirocastro, agosto 1922 – Argirocastro, 17 luglio 1944) è stata una partigiana albanese, eroina del Popolo d'Albania.

## Biografia
È nata nel 1922 a Argirocastro, in Albania. Fin dall'infanzia affrontò gravi difficoltà economiche poiché il padre era emigrato negli Stati Uniti d'America.
Bule Naipi era membro della Gioventù Comunista, alla quale si unì con il fratello Soda partecipando attivamente alla guerriglia al fianco della resistenza comunista. Assieme alla sua compagna Persefoni Kokëdhima, venne infine catturata da tedeschi. Nonostante le aspre torture e le violenze sessuali subite dai fascisti durante la prigionia, ma non rivelò mai i nomi dei propri compagni. Venne così condannata a morte mediante impiccagione a soli ventidue anni, assieme a Persefoni Kokëdhima, il 17 luglio 1944 in piazza Cerciz Topulli ad Argirocastro.

## Omaggi
- A Bule Naipi e Persefoni Kokëdhima è stato dedicato un monumento situato nella stessa piazza in cui vennero assassinate.
- Il film albanese Trionfo sulla morte (Ngadhnjim mbi vdekjen), ricorda la sua vita e quella di Kokëdhima.[1]
- Nel 1980 a Bule Naipi e Persefoni Kokëdhima l'Albania ha dedicato un francobollo commemorativo.[2]